# Ichiya Kumagae
Ichiya "Ichy" Kumagae (熊谷 一弥 Kumagai Ichiya?, 10 de septiembre de 1890 – 16 de agosto de 1968) fue un tenista japonés y fue el primer medallista olímpico de aquel país.
Nació en Omuta, en la prefectura de Fukuoka. Asistió a la Universidad de Keiō, donde practicaba en el club de la universidad. Compitió en los Juegos del Lejano Oriente en 1913 en Manila, siendo el primer tenista japonés en una competición internacional.
Fue el primer capitán japonés en la Copa Davis.
Consiguió dos medallas de plata en los Juegos Olímpicos de Amberes 1920 tanto en individual como en dobles con Seiichiro Kashio. Posteriormente a su retiro profesional, se dedicó a entrenar a otros tenistas japoneses.